# Ignacy Nurkiewicz
Ignacy Nurkiewicz (ur. 1887, zm. 16 września 1972) – polski inżynier i aktywista społeczny w Stanach Zjednoczonych, a także jeden z założycieli i dwukrotny prezes Instytutu Józefa Piłsudskiego w Ameryce.

## Życie[1]
W 1900 r. przybył do USA i zamieszkał na Brooklynie w Nowym Jorku, gdzie ukończył studia inżynierskie na Pratt Institute. W 1920 r. założył wytwórnię wyrobów metalowych i gaśnic, która z czasem przekształciła się w jedną z największych firm tego typu w Stanach Zjednoczonych (Stop Fire).
Udzielał się społecznie w wielu organizacjach polonijnych. Był m.in. wiceprezesem Komitetu Przeniesienia Pomnika Króla Władysława Jagiełły do Parku Centralnego na Manhattanie. W 1942 r. uczestniczył w zjeździe Związku Obrony Narodowej im. Józefa Piłsudskiego.
W roku 1943 był współzałożycielem Instytutu Józefa Piłsudskiego, następnie pracował w Kongresie Polonii Amerykańskiej, gdzie był odpowiedzialny za sprawy imigracyjne (położył duże zasługi na rzecz pomocy uchodźcom w Niemczech – tzw. Displaced Persons).
W latach 1949–1951 był skarbnikiem Instytutu Józefa Piłsudskiego. W 1954 r. został marszałkiem Parady Pułaskiego. Następnie był wiceprezesem (1963-1964), skarbnikiem (1964-1965) i prezesem (1965-1966) Instytutu.
Zmarł 16 września 1972 r.